# Bartłomiej Ryś
Bartłomiej Ryś, ps. Ryś (ur. w Zabrzu) – polski skoczek spadochronowy, członek Aeroklubu Gliwickiego.

## Działalność sportowa
Działalność sportową Bartłomieja Rysia podano za: Jan Isielenis, Archiwum Sekcji Spadochronowej Aeroklubu Gliwickiego. Brak numerów stron w książce
Członek Sekcji Spadochronowej Aeroklubu Gliwickiego. Swój pierwszy skok wykonał 17 czerwca 1996 z samolotu An-2TD SP-ANW, wys. 900 m, metodą: „Na linę” ze spadochronem typu: ST-7 uczestnicząc w kursie podstawowym, który był organizowany w Aeroklubie Gliwickim, na gliwickim lotnisku, przez sekcję spadochronową. Dalej kontynuował szkolenie pod okiem instruktorów Jana Isielenisa i Marcina Wilka. W 1996 uzyskał III klasę spadochronową oraz tytuł skoczka spadochronowego, a w 1997 II klasę.
Jest posiadaczem złotej odznaki spadochronowej Międzynarodowej Federacji Lotniczej FAI.
Posiada uprawnienia do:
- wykonywania samodzielnych skoków spadochronowych
- układania spadochronów do skoku – czasze główne
- skoków w terenie przygodnym
- wykonywania skoków nocnych.

Został członkiem Klubu Tysięczników Aeroklubu Gliwickiego, skupiającego skoczków mających na swoim koncie ponad 1000 skoków. Swój 1000 skok wykonał 19 października 2014 skacząc z wysokości 2500 m, na zadanie RW-12 z samolotu An-2TD SP-AOB na gliwickim lotnisku.
Uczestnik Rekordu Polski z 2015 Bigway RW-100, 36-way P1 Big-Way Pociunai (Litwa) w 2010, RW-16 i RW-14 z kilkoma punktami, wyrównany Rekord Gliwic, strefy zrzutu PeTe Piotrków Trybunalski we wrześniu 2012, sekwencyjnego rekordu Polski w wieloosobowej formacji spadochronowej 30-way w roku 2017, na strefie spadochronowej Sky Force. 4 września 2019 uczestniczył w sekwencyjnym Rekordzie Polski: 30-way, 3 punkty, 100% puszczonych chwytów po każdym punkcie, na strefie spadochronowej Sky Force. 20 sierpnia 2021 uczestniczył w Rekordzie Polski RW-36, total break, 2 punkty, na strefie spadochronowej Sky Force.

### Osiągnięcia sportowe
Osiągnięcia sportowe Bartłomieja Rysia podano za: Jan Isielenis, Archiwum Sekcji Spadochronowej Aeroklubu Gliwickiego. Brak numerów stron w książce
- 2009 – 30–31 maja Spadochronowe Mistrzostwa Śląska 2009 – Gliwice. Klasyfikacja indywidualna (celność lądowania – spadochrony szybkie): IV miejsce – Bartłomiej Ryś[6].
- 2011 – 29 maja Spadochronowe Mistrzostwa Śląska 2011 – Gliwice. Klasyfikacja indywidualna (celność lądowania – spadochrony szybkie): VIII miejsce – Bartłomiej Ryś[7].
- 2011 – 1 października w Prostějovie skoczkowie z Aeroklubu Gliwickiego ustanowili klubowy rekord w tworzeniu formacji wieloosobowych (RW). Rekord, to formacja zbudowana z 16. skoczków w składzie: Mariusz Bieniek, Zbigniew Izbicki, Krzysztof Szawerna, Bartłomiej Ryś, Michał Marek, Jan Isielenis, Tomasz Laskowski, Joachim Hatko, Tomasz Wojciechowski, Szymon Szpitalny, Mirosław Zakrzewski, Dominik Grajner, Tomasz Kurczyna, Danuta Polewska, Piotr Dudziak, Łukasz Geilke[8].
- 2012 – 7–10 marca XVII Puchar Polski Para-ski – Bielsko-Biała/Szczyrk. Klasyfikacja strzelanie z pistoletu): II miejsce – Bartłomiej Ryś (G-TAEM Gliwice)[9][10].
- 2012 – 2 czerwca Spadochronowe Mistrzostwa Śląska 2012 – Gliwice. Klasyfikacja indywidualna (celność lądowania – spadochrony szybkie): III miejsce – Bartłomiej Ryś[11].
- 2013 – 15 czerwca Spadochronowe Mistrzostwa Śląska 2013 – Gliwice. Klasyfikacja indywidualna (celność lądowania – spadochrony szybkie): IV miejsce – Bartłomiej Ryś[12][13].
- 2013 – Mistrzostwa Polski Speed Star – Włocławek. Klasyfikacja zespołowa: III miejsce – Bartłomiej Ryś[14][15].
- 2014 – 26 lutego–1 marca XVIII Puchar Polski Para-Ski – Bielsko-Biała/Szczyrk. Klasyfikacja (celność lądowania Open): XXIV miejsce – Bartłomiej Ryś. Klasyfikacja (narciarstwo Open): XXII miejsce – Bartłomiej Ryś. Klasyfikacja indywidualna Open (narty, skoki): XXIII miejsce – Bartłomiej Ryś. Klasyfikacja indywidualna Open (pływanie): XXV miejsce – Bartłomiej Ryś. Klasyfikacja indywidualna Open (strzelanie): XVI miejsce – Bartłomiej Ryś. Klasyfikacja wielobój zimowy Open: XXI miejsce – Bartłomiej Ryś. Klasyfikacja drużynowa: VIII miejsce (307 pkt) – Ruda nie wygra (Leszek Tomanek, Monika Locińska, Bartłomiej Ryś)[16].
- 2014 – 31 maja Spadochronowe Mistrzostwa Śląska 2014 – Gliwice. Klasyfikacja indywidualna (celność lądowania – spadochrony szybkie): III miejsce – Bartłomiej Ryś.
- 2015 – 14–16 maja Wielobój Spadochronowy 2015 – Spała. Klasyfikacja indywidualna (skoki): XI miejsce – Bartłomiej Ryś. Klasyfikacja indywidualna (pływanie): XIII miejsce – Bartłomiej Ryś. Klasyfikacja indywidualna generalna: X miejsce – Bartłomiej Ryś. Klasyfikacja drużynowa generalna: II miejsce – Sky-Masters (Michał Marek, Bartłomiej Ryś, Tymoteusz Tabor)[17].
- 2015 – 5–6 czerwca Speed Star Slovakia n.g. 6. ročník – Slavnica[a]. Klasyfikacja zespołowa: IV miejsce – Ruda Team: Monika Locińska, Małgorzata Solnica, Bartłomiej Ryś, Paweł Rey, Łukasz Bryła, Tymoteusz Tabor (kamera).
- 2015 – 13 sierpnia ustanowiono Rekord Polski Bigway RW-100 – Klatovy. Bartłomiej Ryś Slot D2[18], uczestniczył tworzeniu rekordowej formacji[2]. Polacy utworzyli 100-osobową formację w dyscyplinie BIG-WAY (tworzenie wielkich formacji powietrznych). Polska dołączyła jako ósme państwo na świecie do Klubu 100-WAY[19][20][21].
- 2016 – 30 kwietnia 10-Way Speed Star, Klatovy 2016. Klasyfikacja zespołowa: VIII miejsce – Szybkie Szakale: Mariusz Bieniek, Krzysztof Szawerna, Joachim Hatko, Dominik Grajner, Bartłomiej Ryś, Michał Marek, Szymon Szpitalny, Paweł Rey, Łukasz Bryła, Małgorzata Solnica, Andrzej Bartłomowicz (kamera)[b]
- 2016 – 9 października Speed–Star – Zawody spadochronowe Antek – Gliwicka Gwiazda 2016 – Gliwice. Klasyfikacja zespołowa: I miejsce – Szybkie Szakale – Gliwice: Mariusz Bieniek, Krzysztof Szawerna, Dominik Grajner, Joachim Hatko, Bartłomiej Ryś i Tymoteusz Tabor (kamera).
- 2016 – 29 października Międzynarodowe Zawody Speed-Star – Prostejov (Czechy). Klasyfikacja zespołowa: I miejsce – Szybkie Szakale: Bartłomiej Ryś, Mariusz Bieniek, Krzysztof Szawerna, Joachim Hatko, Dominik Grajner, Szymon Szpitalny i Tymoteusz Tabor (kamera)[22][23][24][25].
- 2017 – 30 kwietnia–1 maja 10-Way Speed Star, Klatovy 2017. Klasyfikacja zespołowa: X miejsce – Szybkie Szakale: Mariusz Bieniek, Krzysztof Szawerna, Joachim Hatko, Bartłomiej Ryś, Dominik Grajner, Leszek Tomanek, Tomasz Wojciechowski, Robert Krawczak, Szymon Szpitalny. Ponadto: Tomasz Burza i Bartosz Dyjeciński[26].
- 2017 – 25 czerwca Spadochronowe Mistrzostwa Śląska 2017 – Gliwice. Klasyfikacja drużynowa: I miejsce – Sky Masters (Bartłomiej Ryś, Tymoteusz Tabor, Leszek Tomanek).
- 2017 – 13 września ustanowiono spadochronowy Sekwencyjny Rekord Polski 30-way, z wysokości 3950 m, na strefie spadochronowej Sky Force Piotrków Trybunalski, przy współpracy z Flyspot oraz strefami spadochronowymi Silesia i Baltic. Dwa punkty zostały zrobione w trzecim skoku. Udział w tworzeniu rekordowej formacji brał udział skoczek z sekcji spadochronowej Aeroklubu Gliwickiego Bartłomiej Ryś[3].
- 2017 – 30 września II Zawody Speed–Star – Zawody spadochronowe Antek – Gliwicka Gwiazda 2017 – Gliwice. Klasyfikacja zespołowa: I miejsce – Szybkie Szakale – Gliwice: Krzysztof Szawerna, Bartłomiej Ryś, Szymon Szpitalny, Dominik Grajner, Joachim Hatko i Tymoteusz Tabor (kamera).
- 2017 – 28 października Międzynarodowe Zawody Speed-Star – Prostejov (Czechy). Klasyfikacja zespołowa: I miejsce – Szybkie Szakale: Bartłomiej Ryś, Mariusz Bieniek, Krzysztof Szawerna, Joachim Hatko, Dominik Grajner, Szymon Szpitalny i Tomasz Burza (kamera) (skok 1: 1,77 s, skok 2: 7,85 s, skok 3: 7,38 s, skok 4: 8,90 s, suma 25,90 s)[27].
- 2018 – 28 stycznia Flyspot 4-Way & 2-Way FS Scrambles (tunel aerodynamiczny) – Katowice. Klasyfikacja zespołowa 4-way: IV miejsce – Orange Martyna Oziemblewska (kapitan), Grzegorz Wawrzyniak, Bartłomiej Ryś (Aeroklub Gliwicki), Michał Palka. Wynik: 140 pkt.
- 2018 – 20–22 września V Tunelowe Mistrzostwa Polski (FLYSPORT OPEN INDOOR CHAMPIONSHIP 2018 VERTICAL FORMATION SKYDIVING – OPEN – Katowice. Kategoria Rookie: I miejsce – Bartłomiej Ryś, Tomasz Wojciechowski, Emanuela Paczulla, Krzysztof Szawerna[28].
- 2018 – 29 września III Zawody Speed–Star – Zawody spadochronowe Antek – Gliwicka Gwiazda 2018. Klasyfikacja zespołowa: I miejsce – Szybkie Szakale – Gliwice: Bartłomiej Ryś, Mariusz Bieniek, Krzysztof Szawerna, Dominik Grajner, Joachim Hatko i Szymon Szpitalny (kamera).
- 2019 – 3 sierpnia Spadochronowe Mistrzostwa Śląska 2019 – Gliwice. Klasyfikacja indywidualna (celność lądowania – spadochrony szybkie): IV miejsce – Bartłomiej Ryś (suma 22,10 m). Klasyfikacja drużynowa: I miejsce – Aeroklub Gliwicki I (Bartłomiej Ryś, Mariusz Bieniek, Mirosław Zakrzewski).
- 2019 – 28 września Międzynarodowe Zawody Speed-Star – Prostejov (Czechy). Klasyfikacja zespołowa: I miejsce – Szybkie Szakale: Bartłomiej Ryś, Mariusz Bieniek, Tomasz Wojciechowski, Joachim Hatko, Dominik Grajner, Szymon Szpitalny i Wojciech Kielar (kamera)[29][30].
- 2020 – 3 października Międzynarodowe Zawody Speed-Star – Prostejov (Czechy). Klasyfikacja zespołowa: I miejsce – Szybkie Szakale: Bartłomiej Ryś, Tomasz Wojciechowski, Dominik Grajner, Mariusz Bieniek, Joachim Hatko, Szymon Szpitalny i Wojciech Kielar (kamera)[31][32][33][34].
- 2021 – 2–3 września Międzynarodowe Zawody Speed-Star – Prostejov (Czechy). Klasyfikacja zespołowa: I miejsce – Szybkie Szakale: Mariusz Bieniek, Joachim Hatko, Bartłomiej Ryś, Szymon Szpitalny, Mariusz Koba Sajgon, Zuzanna Foltyn, Wojciech Kielar (kamera) (skok 1: -2 pkt, skok 2: 1 pkt, skok 3: 2 pkt, skok 4: 1 pkt, skok 5: -3 pkt, suma: -1 pkt)[35].
- 2022 – 5 marca XXIII Puchar Polski Para-ski – Bielsko-Biała/Wisła Mistrzostwa Polski PARA-SKI Związku Polskich Spadochroniarzy, Trójbój Zimowy o Puchar Beskidów. Klasyfikacja zespołowa spadochrony szybkie Trójbój: III miejsce – Bartłomiej Ryś, Tymoteusz Tabor, Paweł Mostowski[36].
- 2022 – 30 września–1 października Międzynarodowe Zawody Speed-Star – Prostejov (Czechy). Klasyfikacja zespołowa: I miejsce – Szybkie Szakale: Mariusz Bieniek, Joachim Hatko, Bartłomiej Ryś, Szymon Szpitalny, Paweł Rey, Danuta Polewska, Wojciech Kielar (kamera)[37][38][39].
- 2023 – 30 września Zawody Speed-Star – Prostejov (Czechy). Klasyfikacja zespołowa: II miejsce – „Szybkie Szakale”: Mariusz Bieniek, Joachim Hatko, Bartłomiej Ryś, Szymon Szpitalny, Monika Locińska, Artur Paszek, Wojciech Kielar (kamera)[40].
- 2023 – 29 października Aeroklubowe Spadochronowe Zawody na Celność Lądowania im. Jacka Marszałka. Klasyfikacja indywidualna spadochrony szybkie: III miejsce – Bartłomiej Ryś[41].

## Galeria

Bartłomiej Ryś ps. Ryś
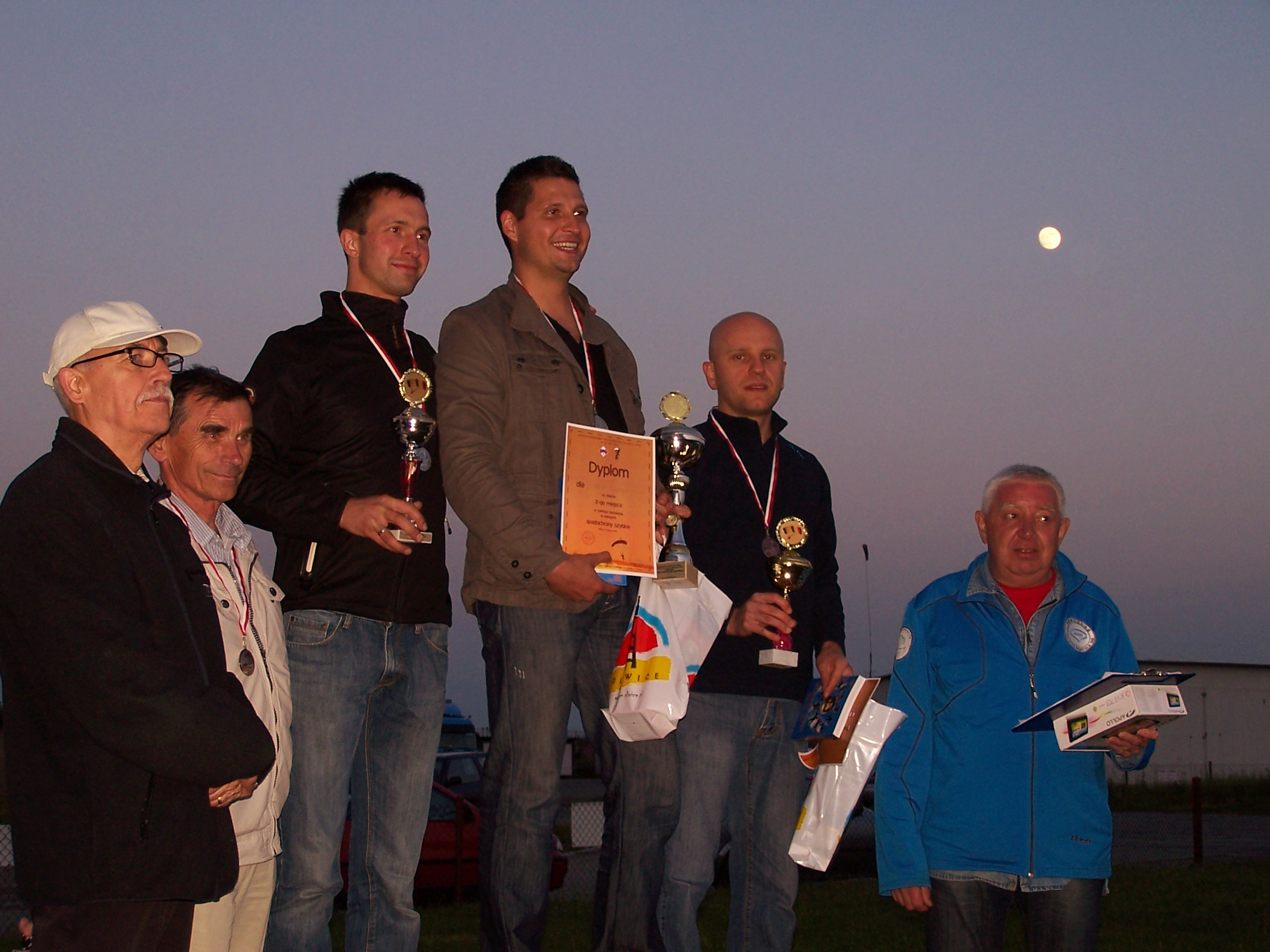
Spadochronowe Mistrzostwa Śląska 2012. Klasyfikacja celność lądowania (spadochrony szybkie): I miejsce – Tymoteusz Tabor, II miejsce – Jerzy Wojtas, III miejsce – Bartłomiej Ryś (czerwiec 2012)
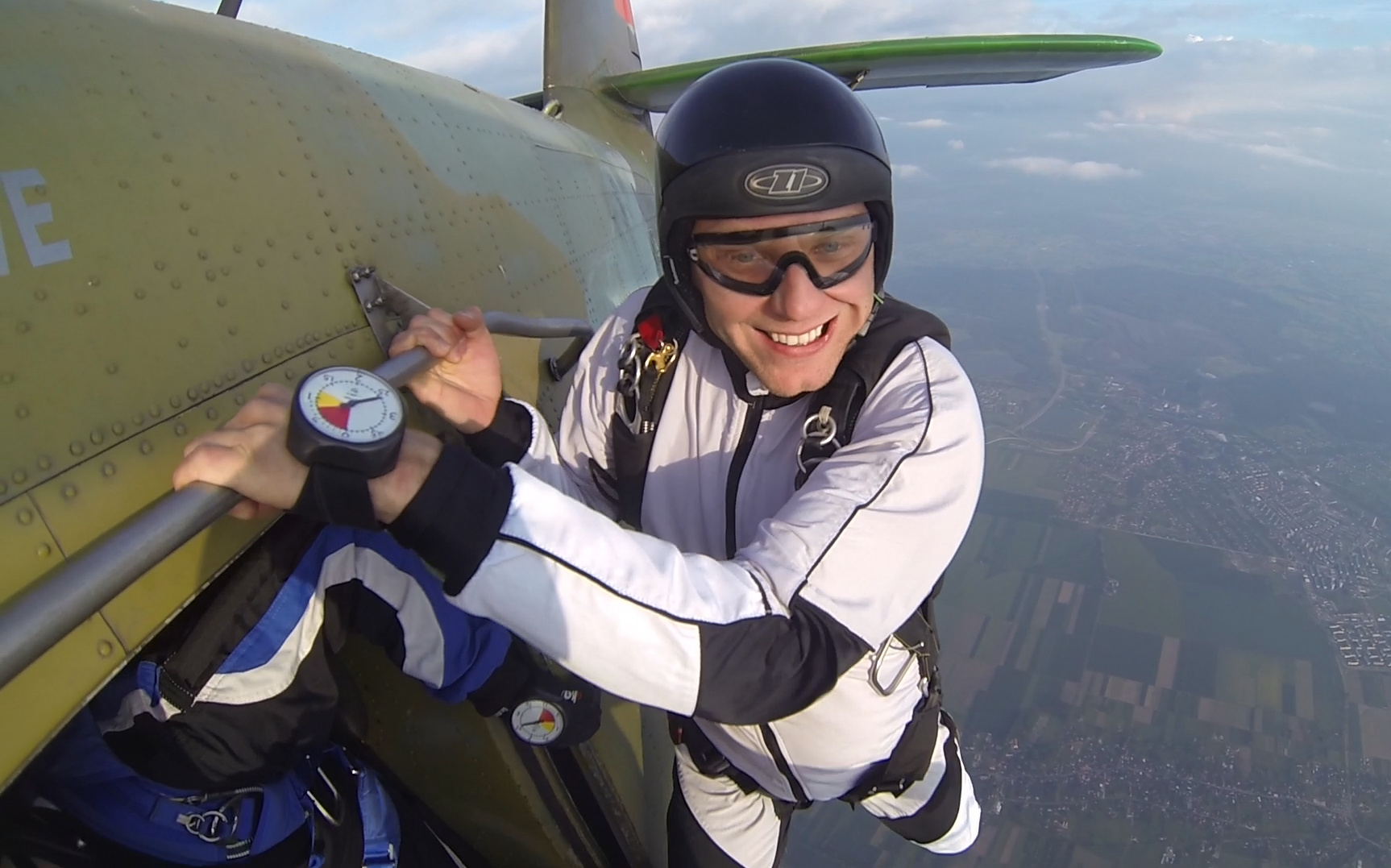
Bartłomiej Ryś przy An-2P SP-AOI podczas skoków nad gliwickim lotniskiem (listopad 2013)
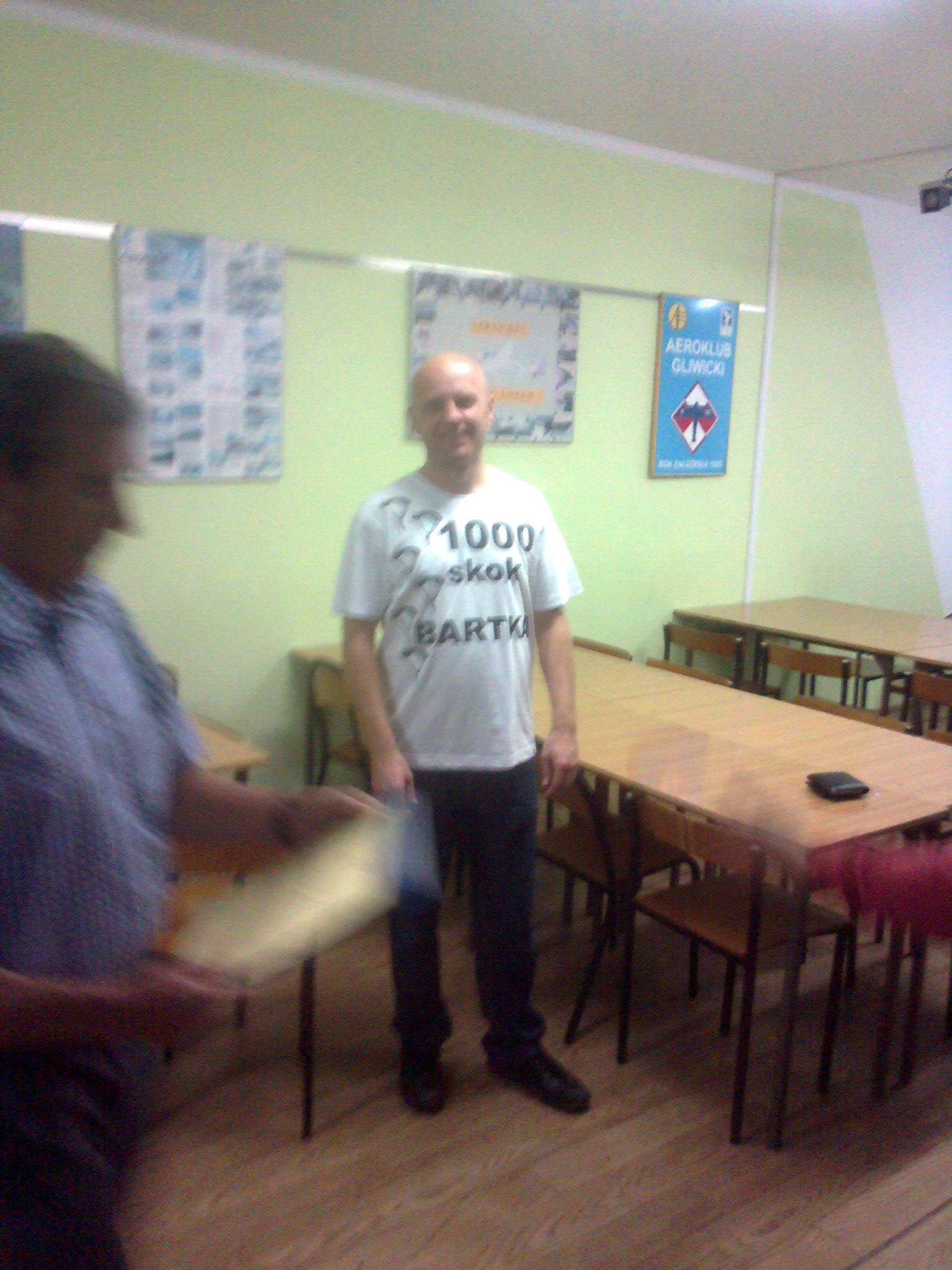
Bartłomiej Ryś po wykonaniu 1000 skoku ze spadochronem. Dyplom wręcza instruktor Jan Isielenis (październik 2014)
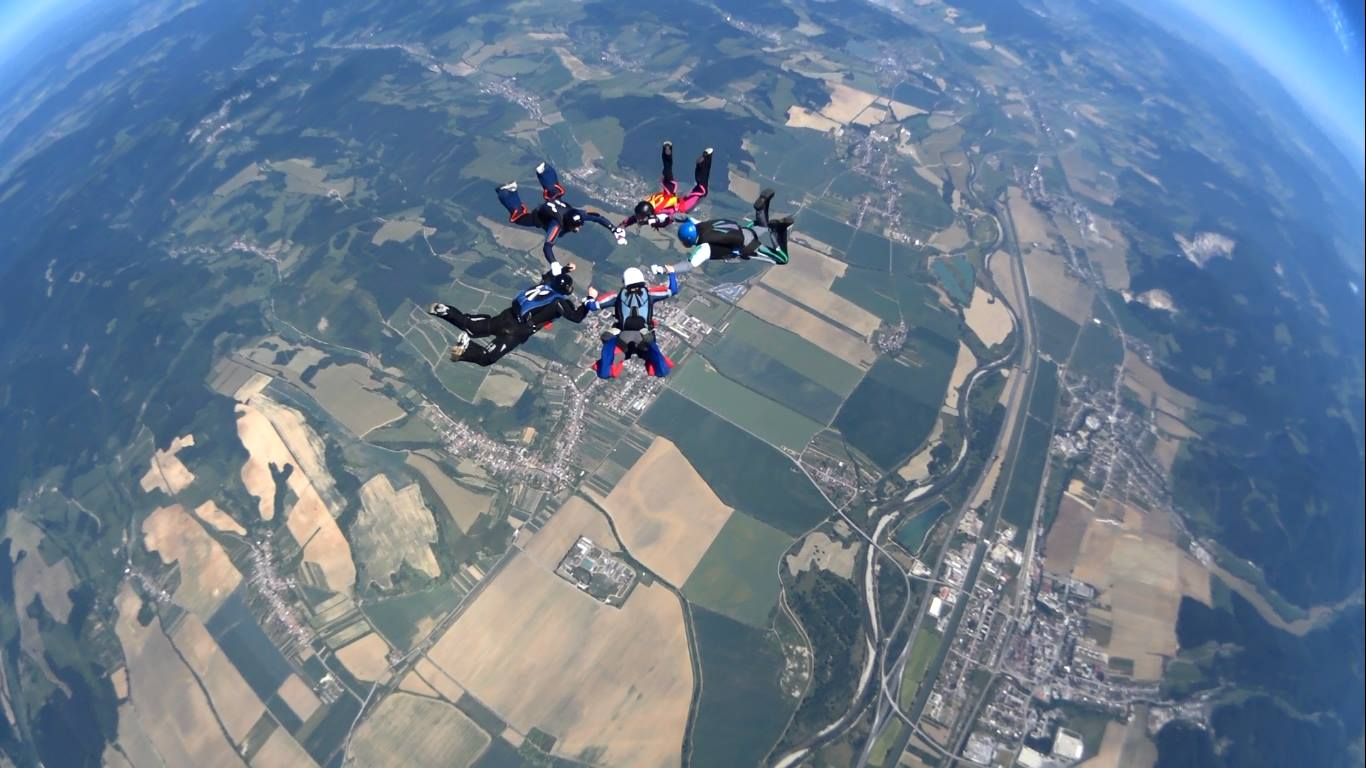
SpeedStar Slovakia-Slavnica 2015. Ruda Team - Monia Locińska, Małgorzata Solnica, Bartłomiej Ryś, Paweł Rey, Łukasz Bryła, Tymoteusz Tabor (kamera) (czerwiec 2015)